# Michalis Sifakis
Michalis Sifakis (grč. Μιχάλης Σηφάκης) (Heraklion, Grčka, 9. rujna 1984.) bivši je grčki nogometni vratar i nacionalni reprezentativac. Poznat je po svojoj agilnosti i refleksima.

## Karijera

### Klupska karijera
Sifakis je rođen u Heraklionu te je u dobi od devet godina počeo igrati nogomet u lokalnom klubu Atsalenios Herakliou. 1999. uslijedio je prelazak u OFI Kretu gdje je najprije igrao za omladinsku i B momčad sve do 2002. kada je uvršten u seniorski sastav. Tada je s klubom potpisao prvi profesionalni ugovor. Za OFI Kretu je igrao sve do 2007. te je u klubu skupio 112 nastupa u prvenstvu i kupu.
Sezonu 2007./08. Sikakis je proveo na posudbi u pirejskom Olympiacosu u kojem je bio rezerva prvom vrataru Antoniosu Nikopolidisu. Te sezone vratar je s novim klubom osvojio trostruku krunu, odnosno nacionalno prvenstvo, kup i Superkup.
2008. godine Aris je OFI Kreti poslao ponudu za Michalisa Sifakisa što je njegov matični klub prihvatio te je vratar transferiran u solunski klub. Tijekom sezone 2008./09. Sifakis je skupio 27 ligaških i kup nastupa. Kroz sezonu 2010./11. Sifakis je imao zdravstvenih problema što ga je udaljilo iz momčadi i reprezentacije.
Završetkom EURA 2012., Sifakis je potpisao jednogodišnji ugovor za za belgijski Charleroi te mu je dodijeljen dres s brojem 1. Završetkom ugovora, Sifakis se vraća u domovinu gdje potpisuje za Atromitos dok je 27. svibnja 2014. postao slobodni igrač. Poslije je potpisao za Levadiakos F.C. Godinu dana kasnije opet ostaje bez kluba u 2015.

### Reprezentativna karijera
Sifakis je najprije branio za grčku U21 reprezentaciju dok je 2005. postao dijelom seniorske momčadi koja je tada nastupila na Kupu konfederacija. 2009. godine tadašnji izbornik Otto Rehhagel pozvao je Sifakisa u nacionalnu momčad kako bi pomogao Grčkoj u kvalifikacijama za SP 2010. u Južnoj Africi. Reprezentacija je u konačnici izborila plasman na sam turnira a Michalis Sifakis je uvršten u popis reprezentativaca za taj turnir.
Također, Sifakis je bio na popisu reprezentativaca za EURO 2012.

## Zanimljivosti
Udruga grčkih profesionalnih nogometaša je 2009. godine uručila Sifakisu nagradu za Fair play zbog profesionalizma i etike. Razlog tome bila je vratareva nenasilna reakcija u utakmici sezone 2009./10. grčkog prvenstva protiv Iraklisa. Tada je tijekom utakmice jedan Iraklisov navijač utrčao na teren te počeo Sifakisa verbalno napadati. Vratar je ostao hladan na provokaciju navijača kojeg su redari udaljili s terena.
Od ostalih nagrada, tu su i dvije nagrade za najboljeg vratara grčkog prvenstva 2010. i 2011.

## Osvojeni trofeji

### Klupski trofeji
| Klub       | Trofej          | Sezona    |
| Grčka      | Grčka           | Grčka     |
| ---------- | --------------- | --------- |
| Olympiacos | Grčko prvenstvo | 2009./08. |
| Olympiacos | Grčki kup       | 2007./08. |
| Olympiacos | Grčki Superkup  | 2007./08. |

### Individualni trofeji
| Klub       | Trofej                                            | Sezona    |
| Grčka      | Grčka                                             | Grčka     |
| ---------- | ------------------------------------------------- | --------- |
| Aris Solun | Nagrada za fair play zbog profesionalizma i etike | 2009./10. |
| Aris Solun | Grčki vratar godine                               | 2009./10. |
| Aris Solun | Grčki vratar godine                               | 2010./11. |

## Vanjske poveznice
- Igračeva službena web stranica  Arhivirana inačica izvorne stranice od 8. siječnja 2010. (Wayback Machine)
- Profil i statistika igrača na web stranici Arisa  Arhivirana inačica izvorne stranice od 30. studenoga 2009. (Wayback Machine)